# Governatore delle Hawaii

Bandiera del governatore hawaiano

Bandiera del governatore prima del 1959

Il governatore delle Hawaii è il capo dell'esecutivo dello Stato federato delle Hawaii. È il comandante in capo della guardia nazionale dello Stato. La carica venne istituita nel 1959, anno della proclamazione dell'arcipelago come Stato degli Stati Uniti.
L'attuale governatore è il democratico Josh Green, eletto nel 2022.

## Lista dei governatori

### Partiti
Repubblicano (2)   Democratico (7)
| # | Foto                     | Governatore                  | Mandato          | Mandato          | Termini   | Vicegovernatore        | Vicegovernatore          |
| # | Foto                     | Governatore                  | Inizio           | Termine          | Termini   | Vicegovernatore        | Vicegovernatore          |
| - | ------------------------ | ---------------------------- | ---------------- | ---------------- | --------- | ---------------------- | ------------------------ |
| 1 |                          | William F. Quinn (1919-2006) | 21 agosto 1959   | 3 dicembre 1962  | 1 (1959)  |                        | James Kealoha            |
| 2 |                          | John A. Burns (1909-1975)    | 3 dicembre 1962  | 2 dicembre 1974  | 2 (1962)  |                        | William S. Richardson    |
| 2 | 3 (1966)                 | John A. Burns (1909-1975)    | 3 dicembre 1962  | 2 dicembre 1974  |           | Thomas Gill            |                          |
| 2 | 4 (1970)                 | John A. Burns (1909-1975)    | 3 dicembre 1962  | 2 dicembre 1974  |           | George Ariyoshi        |                          |
| 3 |                          | George Ariyoshi (1926-)      | 2 dicembre 1974  | 1º dicembre 1986 | 5 (1974)  |                        | Nelson Doi               |
| 3 | 6 (1978)                 | George Ariyoshi (1926-)      | 2 dicembre 1974  | 1º dicembre 1986 |           | Jean King              |                          |
| 3 | 7 (1982)                 | George Ariyoshi (1926-)      | 2 dicembre 1974  | 1º dicembre 1986 |           | John D. Waiheʻe III    |                          |
| 4 |                          | John D. Waiheʻe III (1946-)  | 1º dicembre 1986 | 5 dicembre 1994  | 8 (1986)  |                        | Ben Cayetano             |
| 4 | 9 (1990)                 | John D. Waiheʻe III (1946-)  | 1º dicembre 1986 | 5 dicembre 1994  |           |                        | Ben Cayetano             |
| 5 |                          | Ben Cayetano (1939-)         | 5 dicembre 1994  | 2 dicembre 2002  | 10 (1994) |                        | Mazie Hirono             |
| 5 | 11 (1998)                | Ben Cayetano (1939-)         | 5 dicembre 1994  | 2 dicembre 2002  |           |                        | Mazie Hirono             |
| 6 |                          | Linda Lingle (1953-)         | 2 dicembre 2002  | 6 dicembre 2010  | 12 (2002) |                        | Duke Aiona               |
| 6 | 13 (2006)                | Linda Lingle (1953-)         | 2 dicembre 2002  | 6 dicembre 2010  |           |                        | Duke Aiona               |
| 7 |                          | Neil Abercrombie (1938-)     | 6 dicembre 2010  | 1º dicembre 2014 | 14 (2010) |                        | Brian Schatz (2010-2012) |
| 7 | Shan Tsutsui (2012-2018) | Neil Abercrombie (1938-)     | 6 dicembre 2010  | 1º dicembre 2014 | 14 (2010) |                        |                          |
| 8 |                          | David Ige (1957-)            | 1º dicembre 2014 | 5 dicembre 2022  | 15 (2014) |                        | Doug Chin (2018)         |
| 8 | 16 (2018)                | David Ige (1957-)            | 1º dicembre 2014 | 5 dicembre 2022  |           | Josh Green (2018-2022) |                          |
| 9 |                          | Josh Green (1970-)           | 5 dicembre 2022  | in carica        | 17 (2022) |                        | Sylvia Luke              |